# 奇米什利亞
奇米什利亞是摩爾多瓦的城市，也是奇米什利亞區的首府，位於該國東南部，距離首都基希涅夫73公里，面積2.08平方公里，主要經濟活動是農業和工業，2014年人口11,997。
46°31′N 28°47′E / 46.517°N 28.783°E